# Martin Vitík
Martin Vitík, né le 21 janvier 2003 à Beroun en Tchéquie, est un footballeur international tchèque qui évolue au poste de défenseur central à Bologne FC.

## Biographie

### En club
Né  à Beroun en Tchéquie, Martin Vitík est formé par le Sparta Prague. En août 2020, il est intégré à l'équipe première durant les matchs de préparation d'avant-saison. C'est avec ce club qu'il débute en professionnel, le 22 octobre 2020, lors d'une rencontre de Ligue Europa face au LOSC Lille. Il entre en jeu en fin de match à la place de Michal Sáček lors de cette rencontre perdue par son équipe par quatre buts à un,,.
Vitík inscrit son premier but en professionnel le 20 mars 2022, lors d'une rencontre de championnat face au FK Mladá Boleslav. Il est titularisé ce jour-là et marque de deuxième but de son équipe, qui l'emporte finalement par trois buts à zéro,.
Le 19 octobre 2022, Vitík se fait remarquer lors d'une rencontre de coupe de Tchéquie face au TJ Jiskra Domažlice (en) en marquant deux buts. Il s'agit du premier doublé de sa carrière, et il permet à son équipe de s'imposer par six buts à un,

### En sélection
Il joue un total de cinq matchs avec l'équipe de Tchéquie des moins de 17 ans, tous en 2019, et marque un but le 1er octobre 2019 contre la Bosnie-Herzégovine (victoire 4-1 des Tchèques ce jour-là .
Martin Vitík joue son premier match avec l'équipe de Tchéquie espoirs lors du premier match de groupe du championnat d'Europe espoirs de 2021 contre l'Italie, le 24 mars 2021. Il est titularisé mais les deux équipes se neutralisent (1-1 score final). Il ne fait toutefois qu'une seule apparition dans cette compétition. Il inscrit son premier but avec les espoirs lors de sa deuxième apparition, le 2 septembre de la même année, face à la Slovénie. Titulaire, il marque le seul but de la partie, et permet donc aux siens de s'imposer.
En mars 2023, Martin Vitík est convoqué pour la première fois avec l'équipe nationale de Tchéquie, par le sélectionneur Jaroslav Šilhavý. Il reste toutefois sur le banc des remplaçants sans entrer en jeu ce jour-là.
Šilhavý fait de nouveau appel à lui en octobre 2023 mais le jeune défenseur ne joue toujours aucun match. Vitík honore finalement sa première sélection avec l'équipe nationale de Tchéquie le 20 novembre 2023, en étant titularisé contre la Moldavie (victoire 3-0)
Il est retenu dans la liste des 26 joueurs tchèques du sélectionneur Ivan Hašek pour participer à l'Euro 2024.

## Palmarès
Sparta Prague
- Championnat de Tchéquie (1) :
  - Champion : 2022-23.